# Liste der Automobile mit Klappscheinwerfern
Die folgende Liste soll einen Überblick über Automobile mit Klappscheinwerfern geben. Ein Teil der aufgeführten Fahrzeuge waren lediglich Studien, die nie in Serie produziert wurden. Hier gibt der Tabellenpunkt Bauzeit das Erscheinungsjahr an.
Die angegebene Bauzeit bei Serienfahrzeugen, von denen viele nur in Kleinserie produziert wurden, bezieht sich ausschließlich auf die Modelle der jeweiligen Baureihe, die mit Klappscheinwerfern angeboten wurden.

## Serienfahrzeuge
| Hersteller/Modell                                                                                            | Status          | Bauzeit             | Bild                                    |
| --- | --------------- | ------------------- | --------------------------------------- |
| Abarth 1300 Scorpione                                                                                        | Kleinserie      | 1969                |                                         |
| AC 3000ME | Kleinserie      | 1979–1985           |                                         |
| Alfa Romeo Montreal                                                                                          | Serie           | 1970–1977           |                                         |
| Alpine A610                                                                                                  | Serie           | 1991–1995           |                                         |
| Ares Panther                                                                                                 | Kleinserie      | seit 2018           |                                         |
| Aston Martin Lagonda                                                                                         | Kleinserie      | 1979–1986           |                                         |
| Bitter CD | Kleinserie      | 1973–1979           |                                         |
| Bitter SC | Kleinserie      | 1981–1989           |                                         |
| BMW M1 | Kleinserie      | 1978–1980           |                                         |
| BMW 8er | Serie           | 1989–1999           |                                         |
| Bradley GTII                                                                                                 | Kleinserie      | 1971–1981           |                                         |
| Bricklin SV-1                                                                                                | Kleinserie      | 1974–1976           |                                         |
| Buick Reatta als Coupé und Convertible                                                                       | Serie           | 1988–1991           |                                         |
| Cardin Evolution I                                                                                           | Kleinserie      | 1980–1981           |                                         |
| Cativa Convertible                                                                                           | Kleinserie      | 1987                |                                         |
| Chevrolet Camaro SS und RS-SS                                                                                | Serie           | 1967–1969           |                                         |
| Chevrolet Corvette C2 Sting Ray                                                                              | Serie           | 1963–1967           |                                         |
| Chevrolet Corvette C3 Stingray                                                                               | Serie           | 1968–1982           |                                         |
| Chevrolet Corvette C4                                                                                        | Serie           | 1984–1996           |                                         |
| Chevrolet Corvette C5                                                                                        | Serie           | 1997–2004           |                                         |
| Chrysler Newport Phaeton                                                                                     | Kleinserie      | 1940–1941           |                                         |
| Chrysler 300                                                                                                 | Serie           | 1968–1971           |                                         |
| Chrysler Imperial                                                                                            | Serie           | 1990–1993           |                                         |
| Chrysler New Yorker                                                                                          | Serie           | 1973–1978           |                                         |
| Chrysler New Yorker                                                                                          | Serie           | 1988–1993           |                                         |
| Chrysler/Dodge/Plymouth Conquest                                                                             | Serie           | 1983–1989           |                                         |
| Chrysler LeBaron als Coupé/Cabriolet                                                                         | Serie           | 1986–1993           |                                         |
| Cizeta Moroder V16 T                                                                                         | Kleinserie      | 1989–1995           |                                         |
| Clan Crusader als Roadster und Coupé                                                                         | Kleinserie      | 1971–1974           |                                         |
| Clan Clover                                                                                                  | Kleinserie      | 1985–1987           |                                         |
| Cord 810 | Serie           | 1935–1936           |                                         |
| Cord 812 und 812 SC                                                                                          | Serie           | 1936–1937           |                                         |
| Covini Ferruccio B24 Sirio Turbocooler und BT 424 Sirio Turbocooler                                          | Kleinserie      | 1979–1982           |                                         |
| Davis D-2 Divan                                                                                              | 13 oder 15 Stk. | 1947–1949           |                                         |
| De Tomaso Pantera                                                                                            | ca. 8000 Stk.   | 1970–1996           |                                         |
| De Tomaso Guarà                                                                                              | Kleinserie      | 1996–2004           |                                         |
| Dodge Monaco                                                                                                 | Serie           | 1974–1977           |                                         |
| Dodge/Chrysler Daytona                                                                                       | Serie           | 1987–1992           |                                         |
| Dome P2 | Kleinserie      | 1979                |                                         |
| Eagle Talon                                                                                                  | Serie           | 1990–1992           |                                         |
| Eagle (britische Automarke) SS                                                                               | Kleinserie      | 1981                |                                         |
| Eagle 2+2 | Kleinserie      |                     |                                         |
| Ferrari 365 GTB/4 Daytona                                                                                    | Kleinserie      | 1971–1974           |                                         |
| Ferrari 365 GTS/4 Daytona                                                                                    | Kleinserie      | 1971–1974           |                                         |
| Ferrari 365 GTC/4 Daytona                                                                                    | Kleinserie      | 1971–1972           |                                         |
| Ferrari 365 GT4 2+2                                                                                          | Kleinserie      | 1972–1976           |                                         |
| Ferrari Dino 308 GT4                                                                                         | Kleinserie      | 1973–1980           |                                         |
| Ferrari 365 GT4 BB                                                                                           | Kleinserie      | 1973–1976           |                                         |
| Ferrari 208 GT4                                                                                              | Kleinserie      | 1975                |                                         |
| Ferrari 308 als GTB und GTS                                                                                  | Serie           | 1975–1985           |                                         |
| Ferrari 400i                                                                                                 | Serie           | 1976–1985           |                                         |
| Ferrari Mondial als 8/3.2/t und Cabriolet                                                                    | Serie           | 1980–1989           |                                         |
| Ferrari 512 BB                                                                                               | Serie           | 1976–1984           |                                         |
| Ferrari 288 GTO                                                                                              | Kleinserie      | 1984–1986           |                                         |
| Ferrari 412                                                                                                  | Kleinserie      | 1985–1989           |                                         |
| Ferrari 328 als GTB und GTS                                                                                  | Serie           | 1985–1989           |                                         |
| Ferrari Testarossa                                                                                           | Serie           | 1985–1992           |                                         |
| Ferrari F40                                                                                                  | Kleinserie      | 1987–1992           |                                         |
| Ferrari 348 als GTB, GTS und Spider                                                                          | Serie           | 1989–1994           |                                         |
| Ferrari 512 TR                                                                                               | Serie           | 1992–1995           |                                         |
| Ferrari 456 als GT, GTA und M GT                                                                             | Serie           | 1992–2003           |                                         |
| Ferrari F355 als Berlinetta, GTS, Spider und Challenge                                                       | Serie           | 1994–1999           |                                         |
| Fiat X1/9 | Serie           | 1972–1985           |                                         |
| Ford Probe                                                                                                   | Serie           | 1989–1997           |                                         |
| Ginetta G26                                                                                                  |                 |                     |                                         |
| Ginetta G27                                                                                                  |                 |                     |                                         |
| Ginetta G32 als Coupé und Convertible                                                                        | Kleinserie      | 1990–1993           |                                         |
| Ginetta G33 als Coupé und Convertible                                                                        | Kleinserie      | 1990–1993           |                                         |
| Heron MJ1 als Prototyp, Coupé und Kit-Car                                                                    | Kleinserie      | 1985                |                                         |
| Heron MJ2+2 als Kit-Car                                                                                      | Kleinserie      | 1993                |                                         |
| Honda NSX | Serie           | 1990–2001           |                                         |
| Honda Prelude (Zweite Generation)                                                                            | Serie           | 1982–1987           |                                         |
| Honda Prelude (Dritte Generation)                                                                            | Serie           | 1987–1992           |                                         |
| Honda Accord (Aerodeck und Nordamerika)                                                                      | Serie           | 1986–1989           |                                         |
| Imperial | Serie           | 1981–1983           |                                         |
| Intermeccanica Indra                                                                                         | Kleinserie      | 1971–1975           | Cabriolet (1971–1975) Coupé (1974–1975) |
| Iso Grifo Serie 2                                                                                            | Serie           | 1970–1975           |                                         |
| Iso Rivolta Lele                                                                                             | Kleinserie      | 1969–1974           |                                         |
| Isuzu Piazza                                                                                                 | Serie           | 1981–1987           |                                         |
| Jaguar XJ220                                                                                                 | Kleinserie      | 1991–1994           |                                         |
| Kia Elan/Vigato                                                                                              | Serie           | 1999                |                                         |
| Lamborghini Miura                                                                                            | Kleinserie      | 1967–1972           |                                         |
| Lamborghini Islero                                                                                           | Kleinserie      | 1968–1970           |                                         |
| Lamborghini Jarama S 2+2 V12                                                                                 | Kleinserie      | 1970–1976           |                                         |
| Lamborghini Countach                                                                                         | Kleinserie      | 1974–1990           |                                         |
| Lamborghini Urraco                                                                                           | Kleinserie      | 1975–1979           |                                         |
| Lamborghini Jalpa                                                                                            | Kleinserie      | 1981–1988           |                                         |
| Lamborghini Diablo                                                                                           | Serie           | 1990–1998           |                                         |
| Lancia Stratos HF                                                                                            | Kleinserie      | 1973–1975           |                                         |
| Ledl AS | Kleinserie      | 1981–1987           |                                         |
| Lincoln Continental                                                                                          | Serie           | 1968–1980           |                                         |
| Lister Storm GTL                                                                                             | Kleinserie      | 1993                |                                         |
| Lombardi Grand Prix                                                                                          | Kleinserie      | 1968–1972           |                                         |
| Lombardi FL1                                                                                                 | Kleinserie      | 1972–1976           |                                         |
| Lotus Elan                                                                                                   | Serie           | 1962–1974           |                                         |
| Lotus Elan (M100)                                                                                            | Serie           | 1989–1994           |                                         |
| Lotus Elite                                                                                                  | Serie           | 1974–1982           |                                         |
| Lotus Eclat                                                                                                  | Serie           | 1975–1980           |                                         |
| Lotus Esprit                                                                                                 | Serie           | 1976–2004           |                                         |
| Lotus Excel                                                                                                  | Serie           | 1980–1992           |                                         |
| Magnum Spectre                                                                                               | Kleinserie      | 1975                |                                         |
| Maserati Ghibli als Coupé und Spider                                                                         | Kleinserie      | 1967–1973           |                                         |
| Maserati Merak                                                                                               | Kleinserie      | 1973–1982           |                                         |
| Maserati Indy V8                                                                                             | Kleinserie      | 1969–1974           |                                         |
| Maserati Bora                                                                                                | Kleinserie      | 1972–1978           |                                         |
| Maserati Khamsin                                                                                             | Kleinserie      | 1973–1982           |                                         |
| Matra M530                                                                                                   | Serie           | 1968–1973           |                                         |
| Matra-Simca Bagheera                                                                                         | Serie           | 1973–1980           |                                         |
| Talbot-Matra Murena                                                                                          | Serie           | 1980–1984           |                                         |
| Mazda RX-7 als Coupé und Cabrio                                                                              | Serie           | 1979–2003           |                                         |
| Mazda 929 als Hardtop und Coupé                                                                              | Serie           | 1983–1989           |                                         |
| Mazda 323 F                                                                                                  | Serie           | 1989–1994           |                                         |
| Mazda MX-5                                                                                                   | Serie           | 1989–1998           |                                         |
| Mercury Capri                                                                                                | Serie           | 1991–1994           |                                         |
| Mercury Cougar                                                                                               | Serie           | 1967–1970           |                                         |
| Mercury Marauder                                                                                             | Serie           | 1968–1970           |                                         |
| Mercury Marquis                                                                                              | Serie           | 1969–1978           |                                         |
| Metallex Supersport                                                                                          | Kleinserie      | 1991                |                                         |
| Mitsubishi Starion                                                                                           | Serie           | 1982–1990           |                                         |
| Mitsubishi Eclipse                                                                                           | Serie           | 1990–1995           |                                         |
| Mitsubishi 3000 GT                                                                                           | Serie           | 1990–1994           |                                         |
| Monteverdi Hai 450                                                                                           | Kleinserie      | 1970–1973           |                                         |
| MTX Tatra V8                                                                                                 | Kleinserie      | 1991–1993           |                                         |
| Nissan EXA/Pulsar NX                                                                                         | Serie           | 1982–1990           |                                         |
| Nissan 300ZX                                                                                                 | Serie           | 1983–1989           |                                         |
| Nissan 200SX                                                                                                 | Serie           | 1983–1993           | S12 (1983–1988) S13 (1989–1993)         |
| Oldsmobile Toronado                                                                                          | Serie           | 1965–1970 1986–1992 | 1965–1970 1986–1992                     |
| Opel GT | Serie           | 1968–1973           |                                         |
| Panther 6 | Kleinserie      | 1977                |                                         |
| Plymouth Laser                                                                                               | Serie           | 1990–1992           |                                         |
| Pontiac Firebird als Cabriolet und Coupé                                                                     | Serie           | 1982–2002           |                                         |
| Pontiac Fiero                                                                                                | Serie           | 1984–1988           |                                         |
| Porsche 914 (VW-Porsche)                                                                                     | Serie           | 1970–1976           |                                         |
| Porsche 924                                                                                                  | Serie           | 1976–1988           |                                         |
| Porsche 928                                                                                                  | Serie           | 1977–1995           |                                         |
| Porsche 944                                                                                                  | Serie           | 1981–1991           |                                         |
| Porsche 968                                                                                                  | Serie           | 1992–1994           |                                         |
| Reliant Scimitar als SS und Sabre                                                                            | Kleinserie      | 1984–1995           |                                         |
| Saab Sonett III                                                                                              | Serie           | 1970–1974           |                                         |
| Saturn SC | Serie           | 1991–1997           |                                         |
| Siata 208 Coupé 8V                                                                                           | Kleinserie      | 1953                |                                         |
| Spectre R42                                                                                                  | Kleinserie      | 1996                |                                         |
| Sterling Sovran                                                                                              | Kleinserie      | 1980                |                                         |
| Sterling Sebring                                                                                             | Kleinserie      |                     |                                         |
| Subaru XT | Serie           | 1985–1991           |                                         |
| Škoda 1100 GT                                                                                                | Kleinserie      | 1970                |                                         |
| Toyota 2000 GT als Coupé und Cabrio                                                                          | Kleinserie      | 1967–1970           |                                         |
| Toyota Celica Supra                                                                                          | Serie           | 1982–1985           |                                         |
| Toyota Corolla GT                                                                                            | Serie           | 1983 – 1987         |                                         |
| Toyota Supra MK III                                                                                          | Serie           | 1986–1993           |                                         |
| Toyota MR2 W1 und W2                                                                                         | Serie           | 1984–1999           |                                         |
| Toyota Celica als Coupé und Cabrio                                                                           | Serie           | 1986–1993           |                                         |
| Triumph TR7                                                                                                  | Serie           | 1975–1981           |                                         |
| Triumph TR8                                                                                                  | Serie           | 1980–1981           |                                         |
| TVR Tasmin als 200, 280, 280i und 350i                                                                       | Serie           | 1979–1985           |                                         |
| TVR 350 als SX und SE                                                                                        | Serie           | 1985–1991           |                                         |
| TVR 420 als SE und SEAC                                                                                      | Serie           | 1986–1988           | TVR 420 SEAC                            |
| TVR 400 als SE und SX                                                                                        | Serie           | 1988–1991           |                                         |
| TVR 450 als SE und SEAC                                                                                      | Serie           | 1988–1990           |                                         |
| TVR 390 SE                                                                                                   | Kleinserie      | 1990–1991           |                                         |
| Vector W-8 Twin Turbo                                                                                        | Kleinserie      | 1990–1992           |                                         |
| Venturi Automobiles Coupé ch als 160 BVA und BVM, 180, 200, 210, 280 SPC, 260 APC, 260 Atlantique und 260 LM | Kleinserie      | 1987–1993           |                                         |
| Venturi Automobiles 300 Atlantique                                                                           | Kleinserie      | 1995–2001           |                                         |
| Venturi Automobiles 400 GT                                                                                   | Kleinserie      | 1995–1999           |                                         |
| Volvo 480 | Serie           | 1985–1995           |                                         |
| Zender Vision 3 als Coupé und C (Cabrio)                                                                     | Kleinserie      | 1988                |                                         |

## Studienfahrzeuge
| Hersteller/Modell                                 | Status                                               | Bauzeit   | Bild |
| ------------------------------------------------- | ---------------------------------------------------- | --------- | ---- |
| Abarth 1600                                       | Studie                                               | 1969      |      |
| AC 429                                            | Einzelstück                                          | 1969      |      |
| Adams Brothers Probe 15                           | Studie                                               | 1968      |      |
| Adams Brothers Probe 16                           | Studie                                               | 1970      |      |
| Adams Brothers Probe 2001                         | Studie                                               | 1970–1972 |      |
| Alfa Romeo 8C                                     |                                                      | 1936      |      |
| Alfa Romeo 2600 Coupé Speciale                    | Studie                                               | 1963      |      |
| Alfa Romeo Carabo                                 | Studie                                               | 1968      |      |
| Alfa Romeo Tipo 33 Iguana                         | Studie                                               | 1968      |      |
| Alfa Romeo 33/2                                   | Studie                                               | 1969      |      |
| Alfa Romeo Caimano                                | Studie                                               | 1971      |      |
| Alfa Romeo Navajo                                 | Studie                                               | 1976      |      |
| AMC AMX/2                                         | Studie                                               | 1969      |      |
| AMC AMX/3                                         | 13–17 Exemplare, eines davon als Bizzarrini Sciabola | 1970      |      |
| Aston Martin Bulldog                              | Studie                                               | 1980      |      |
| Audi 100 S Mittelmotor-Coupé                      | Studie                                               | 1974      |      |
| Bertone Nivola                                    | Studie                                               | 1990      |      |
| Bizzarrini Manta Concept                          | Studie                                               | 1968      |      |
| BMW Turbo                                         | Studie                                               | 1972      |      |
| BMW 3.0 Si Speciale Coupé                         | Studie                                               | 1975      |      |
| Bugatti EB 110                                    | Prototyp                                             | 1991      |      |
| Buick Y-Job                                       | Studie                                               | 1938      |      |
| Buick Cielo                                       | Studie                                               | 1999      |      |
| Cadillac Zagato Nart                              | Studie                                               | 1970      |      |
| Carrozzeria Ghia Gilda I                          | Studie                                               | 1955      |      |
| Chevrolet Corvair Monza als GT und SS             | Studie                                               | 1963      |      |
| Chevrolet Mako Shark II                           | Studie                                               | 1966      |      |
| Chevrolet Astro                                   | Studie                                               | 1967      |      |
| Chevrolet XP-882                                  | Studie                                               | 1970      |      |
| Chevrolet XP-898                                  | Studie                                               | 1973      |      |
| Chevrolet XP-882 Aerovette Four Rotor             | Studie                                               | 1973      |      |
| Chevrolet Corvette Indy                           | Studie                                               | 1986      |      |
| Chevrolet CERV III                                | Studie                                               | 1990      |      |
| Chevrolet Corvette Nivola                         | Studie                                               | 1990      |      |
| Chrysler Newport Phaeton LeBaron                  | Studie, 5–6 Stück                                    | 1940–1941 |      |
| Chrysler Thunderbolt LeBaron                      | Studie                                               | 1941      |      |
| Chrysler Norseman                                 | Studie                                               | 1956      |      |
| Chrysler Imperial D'Elegance                      | Studie                                               | 1958      |      |
| Chrysler Concept 70X                              | Studie                                               | 1969      |      |
| Chrysler Turbine Car                              | Studie                                               | 1977      |      |
| Citroën Frua SM Coupé                             | Studie                                               | 1972      |      |
| Clancy Mirella                                    | Studie                                               | 1983      |      |
| Coggiola Lancia Dunja HF                          | Studie                                               | 1971      |      |
| Coggiola Volvo ESC Viking auf Basis VOLVO 1800 ES | Studie                                               | 1971      |      |
| Colani Polo Turbo GT                              | Studie                                               |           |      |
| Colani Janus                                      | Studie                                               | 1978      |      |
| Cord 814                                          | Prototyp                                             | 1938      |      |
| Dodge Charger MK III                              | Studie                                               | 1968      |      |
| Ecosse Signature                                  | Vorserienfahrzeug                                    | 1988      |      |
| Ferrari 512 S                                     | Studie                                               | 1969      |      |
| Ferrari 512 BB                                    | Studie                                               | 1971      |      |
| Ferrari CR 25                                     | Studie                                               | 1974      |      |
| Ferrari Rainbow                                   | Studie                                               | 1976      |      |
| Ferrari 408 Integrale                             | Studie                                               | 1987      |      |
| Ferrari Zagato FZ93                               | Studie                                               | 1993      |      |
| Fiat Michelotti 128 Pulsar                        | Studie                                               | 1971      |      |
| Fiat 132 Aster                                    | Studie                                               | 1972      |      |
| Fiat Michelotti 132 Flares                        | Studie                                               | 1972      |      |
| Ford Mustang I                                    | Studie                                               | 1962      |      |
| Ford Seattle-ite XXI                              | Studie                                               | 1962      |      |
| Ford Techna                                       | Studie                                               | 1968      |      |
| Ford Coin                                         | Studie                                               | 1974      |      |
| Ford Corrida                                      | Studie                                               | 1976      |      |
| Ford Megastar                                     | Studie                                               | 1977      |      |
| Ford GTK                                          | Studie                                               | 1979      |      |
| Ford Probe I                                      | Studie                                               | 1979      |      |
| Ford AC                                           | Studie                                               | 1981      |      |
| Ford Breeza                                       | Studie                                               | 1983      |      |
| Ford Ghia Quicksilver                             | Studie                                               | 1983      |      |
| Ford Maya Concept Car                             | Studie                                               | 1984      |      |
| Frua CD                                           | Studie                                               | 1970      |      |
| Gigliato Aerosa                                   | Studie                                               | 1997      |      |
| Guanci SJJ-1                                      | drei Prototypen                                      | 1979–1982 |      |
| Heuliez Raffica                                   | Studie                                               | 1992      |      |
| Ilinga AF2                                        | Studie                                               | 1975      |      |
| Innotech Mysterro                                 | Studie                                               | 2000      |      |
| Irmscher GT                                       | Studie                                               | 1988      |      |
| Iso Rivolta Varedo                                | Studie                                               | 1972      |      |
| Iso Rivolta Grifo 90                              | Studie                                               | 1993      |      |
| Isuzu Asso di Fiori                               | Studie                                               | 1979      |      |
| Italdesign Medici I                               | Studie                                               | 1974      |      |
| Italdesign M8                                     | Studie                                               | 1978      |      |
| Italdesign Aspid                                  | Studie                                               | 1988      |      |
| Italdesign Aztec                                  | Studie                                               | 1988      |      |
| Jaguar Ascot                                      | Studie                                               | 1977      |      |
| Jaguar XJ-S                                       | Studie                                               | 1978      |      |
| Jehle Saphier                                     | Studie                                               | 1983      |      |
| Lamborghini 350 GTV                               | Einzelstück                                          | 1963      |      |
| Lamborghini Miura Roadster                        | Studie                                               | 1968      |      |
| Lamborghini Bravo                                 | Studie                                               | 1974      |      |
| Lamborghini Frua Faena                            | Studie                                               | 1978      |      |
| Lamborghini Athon                                 | Studie                                               | 1980      |      |
| Lamborghini Marco Polo                            | Studie                                               | 1982      |      |
| Lancia Fulvia 1600                                | Studie                                               | 1969      |      |
| Lancia Stratos Zero                               | Studie                                               | 1970      |      |
| Lancia Michelotti Beta 1800 Mizar                 | Studie                                               | 1974      |      |
| Lancia Sibilo                                     | Studie                                               | 1978      |      |
| Lancia Medusa                                     | Studie                                               | 1980      |      |
| Lotus Esprit S2 "The Silver Car"                  | Prototyp                                             | 1972      |      |
| Lotus M90                                         | Prototyp                                             | 1982      |      |
| Lotus Etna                                        | Studie                                               | 1984      |      |
| Lotus X100                                        | Prototyp                                             | 1985      |      |
| Lotus Emotion                                     | Studie                                               | 1991      |      |
| Maserati Boomerang                                | Studie                                               | 1972      |      |
| Maserati Coupé                                    | Studie                                               | 1974      |      |
| Mazda RX 500                                      | Studie                                               | 1970      |      |
| Mazda Aria                                        | Studie                                               | 1982      |      |
| Mazda AZ 550                                      | Studie                                               | 1989      |      |
| Mercedes-Benz C111-I                              | Versuchsfahrzeug                                     | 1969      |      |
| Mercedes-Benz C111-II                             | Versuchsfahrzeug                                     | 1970–1979 |      |
| MG EX-E                                           | Studie                                               | 1985      |      |
| Mitsubishi Open Design Starwind                   | Studie                                               | 1982      |      |
| Nissan 126-X                                      | Studie                                               | 1971      |      |
| Nissan MID4                                       | Studie                                               | 1985      |      |
| Nissan MID4-II                                    | Studie                                               | 1987      |      |
| Nissan 300 Bambu                                  | Studie                                               | 1993      |      |
| NSU Bertone Trapeze                               | Studie                                               | 1973      |      |
| Oldsmobile Incas                                  | Studie                                               | 1986      |      |
| Oldsmobile Aerotech II                            | Studie                                               | 1989      |      |
| Opel GT-2                                         | Studie                                               | 1975      |      |
| Open Design Ipothesi                              | Studie                                               | 1982      |      |
| Packard Predictor                                 | Studie                                               | 1956      |      |
| Pininfarina Studio CNR                            | Studie                                               | 1978      |      |
| Pontiac Banshee                                   | Studie                                               | 1964      |      |
| Pontiac Cirrus                                    | Studie                                               | 1969      |      |
| Pontiac Coggiola Firebird 428                     | Studie                                               | 1970      |      |
| Pontiac Fiero Concept als Coupé und Convertible   | Studie                                               | 1986      |      |
| Pontiac Banshee II                                | Studie                                               | 1988      |      |
| Pontiac Stinger                                   | Studie                                               | 1989      |      |
| Pontiac Montana Thunder                           | Studie                                               | 1998      |      |
| Porsche Murene                                    | Studie                                               | 1970      |      |
| Renault Gabbiano                                  | Studie                                               | 1983      |      |
| Sbarro Stash                                      | Studie                                               | 1974      |      |
| Sbarro Challenge                                  | Studie                                               | 1985      |      |
| Sbarro Hommell Berlinette Echappement             | Studie                                               | 1997      |      |
| SOCEMA Socema-Gregoire                            | Studie                                               | 1952      |      |
| Stola Monotipo                                    | Studie                                               | 1998      |      |
| Toyota F101                                       | Studie                                               | 1973      |      |
| Toyota SV-2                                       | Studie                                               | 1981      |      |
| Turbo Phantom                                     | Studie                                               | 1983      |      |
| Vector W-2                                        | Studie                                               | 1978      |      |
| Vector WX-3 als Roadster und Coupé                | Studie                                               | 1993      |      |
| Vector SRV-8                                      | Studie                                               | 1999      |      |
| Venturi Automobiles Concept-car                   | Prototyp                                             | 1984      |      |
| Venturi Automobiles Tundra                        | Studie                                               | 1979      |      |
| VW-Porsche Tapiro                                 | Studie                                               | 1970      |      |
| VW Karmann Cheetah                                | Studie                                               | 1971      |      |
| Zagato Chicane                                    | Studie                                               | 1981      |      |